# Maaria-Paattinen
Maaria-Paattinen est un district de Turku en Finlande. 

## Quartiers de Maaria-Paattinen
Le district est composée de 12 quartiers.
- 76.Paattinen,
- 77.Yli-Maaria,
- 78.Moisio,
- 79.Lentokenttä,
- 80.Koskennurmi,
- 81.Jäkärlä,
- 82. Paimala,
- 83.Urusvuori,
- 84.Saramäki,
- 85.Tasto,
- 86.Metsämäki,
- 87.Haaga

## Galerie

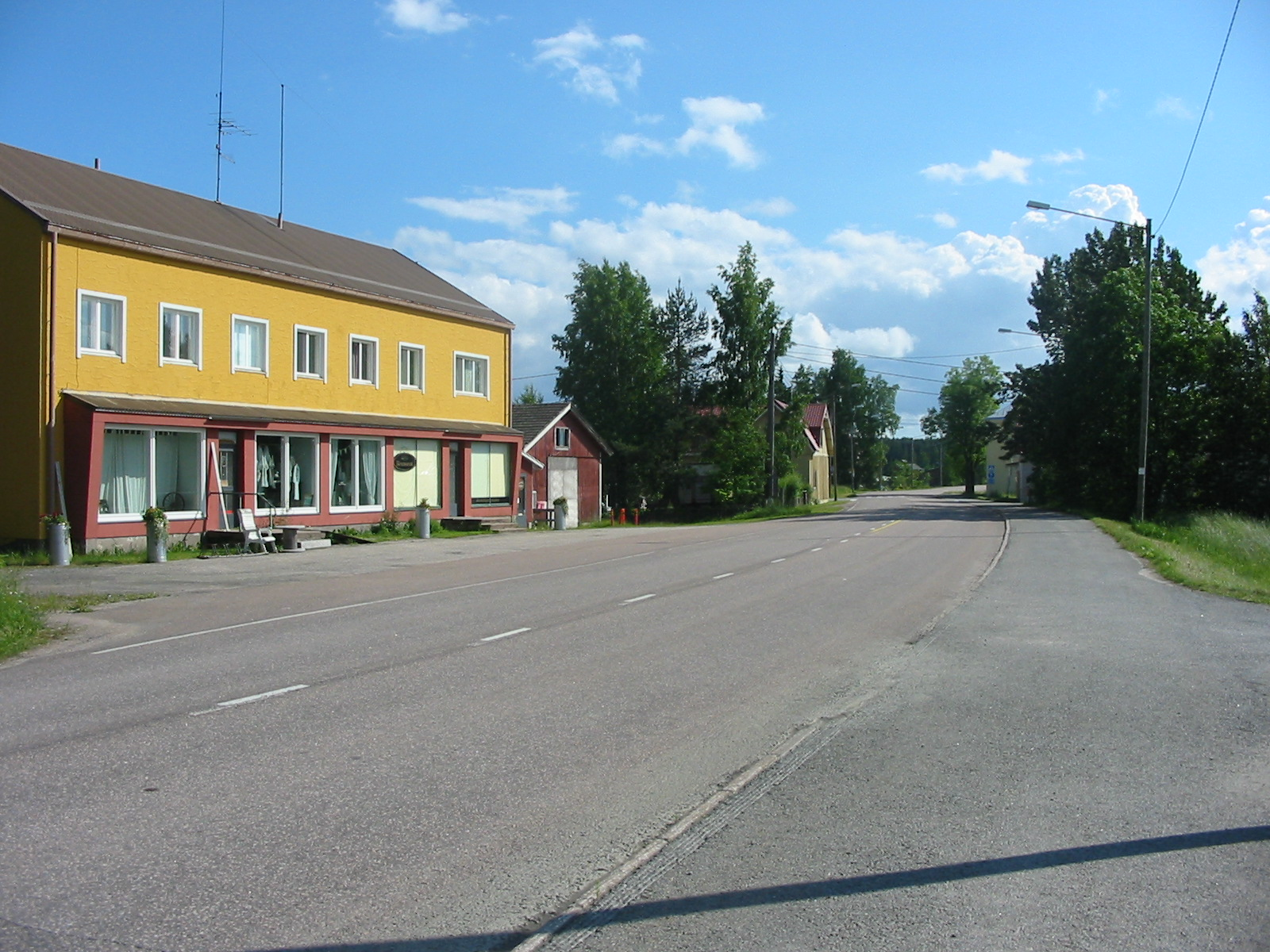
Centte de Paattinen.